# SIRIUS (Scientific International Research In a Unique terrestrial Station)
SIRIUS, acronimo di Scientific International Research In a Unique terrestrial Station, è un progetto di missioni analoghe dell'IMBP in collaborazione con lo Human Research Program della NASA. Le missioni analoghe sono quelle missioni che producono effetti sul corpo umano simili a quelli che si sperimenterebbero nello spazio. L'obiettivo principale delle missioni SIRIUS è infatti quello di capire come gli esseri umani rispondono a livello fisico, psicologico e emotivo ad una missione di lunga durata come in un futuro viaggio verso Marte. Gli altri fattori che incideranno su una missione di questo tipo saranno l'isolamento, le dinamiche di una squadra multi culturale, deprivazione sensoriale, monotonia e limitata comunicazione con l'esterno. Roscosmos e NASA hanno già svolto missioni di questo tipo, sia sulla Terra con Mars-500 e HERA sia nello spazio durante la One Year Mission.

## Missioni
Sono previste quattro missioni:
- SIRIUS 17, missione di 17 giorni svolta nel novembre 2017.
- SIRIUS 18/19, missione di 4 mesi svolta da marzo a luglio 2019.
- SIRIUS 21, missione di 8 mesi svolta da novembre 2021 a luglio 2022.
- SIRIUS 23, missione di 1 anno svolta da novembre 2023 a novembre 2024.[3][4]

### Sirius 17
La missione SIRIUS 17 ha avuto una durata di 17 giorni con un equipaggio di sei persone, tra il 7 e il 24 novembre 2017. È stata simulata una missione in orbita lunare, anche se il principale obiettivo è stato quello di missione di prova per le missioni successive di durata maggiore e di svolgere circa 40 esperimenti scientifici.

#### Equipaggio
- Mark Serov – Comandante della missione; ex cosmonauta russo RKKE 15
- Anna Kikina – Ingegnere di volo 1; cosmonauta russa di Roscosmos 16
- Il'ja Rukavišnikov – Medico dell'equipaggio; medico aerospaziale dell'IMBP.
- Elena Lučickaja – Ricercatrice 1; ricercatrice russa dell'IMBP.
- Viktor Fetter – Ingegnere di volo 2; project manager tedesco dell'Airbus Defense and Space.
- Lysova Natalja – Ricercatrice 2; ricercatrice russa dell'IMBP.

### Sirius 18/19
La missione SIRIUS 18/19 si è svolta tra il 19 marzo 2019 e il 17 luglio dello stesso anno. Durante la missione sono stati svolti i compiti di una tipica missione sulla Luna: viaggio verso il Satellite, attracco ad una Stazione orbitale, atterraggio di quattro membri dell'equipaggio sulla superficie lunare, attività extraveicolari simulate con la realtà virtuale e permanenza per 10 giorni, riattracco alla stazione orbitale, controllo dall'orbita di un rover lunare per la preparazione della Base lunare e ritorno sulla Terra. L'equipaggio ha iniziato l'addestramento per la missione a metà gennaio 2019, durante il quale ha imparato come svolgere gli esperimenti scientifici della missione. Nei quattro mesi di missione l'equipaggio ha partecipato infatti a 80 esperimenti scientifici di cui 7 della NASA, si è sottoposto a giornalieri controlli medici e allenamenti fisici e ha svolto attività di manutenzione della navicella. Per simulare meglio una missione spaziale con equipaggio è stato introdotto un ritardo nelle comunicazioni con il Centro di controllo, il sistema di illuminazione veniva controllato a distanza e sono stati simulati scenari anomali tra cui ritardi nell'arrivo dei veicoli di rifornimento.

#### Equipaggio
- Evgenij Tarelkin – Comandante della missione; ex cosmonauta russo TsPK 13[11]
- Dar'ja Židova – Ingegnere di volo; ingegnere russo di RKK Ėnergija.
- Allen Mirkadyrov – Ricercatore; ingegnere americano del Goddard Space Flight Center, ha partecipato alla missione analoga di 8 mesi HI-SEAS III.
- Anastasija Stepanova – Ricercatrice; ingegnere e ricercatrice russa dell'IMBP, ha partecipato a diverse missioni analoghe.
- Reinhold Povilaitis – Ricercatore; ingegnere dei materiali americano, ha partecipato alla missione analoga HERA 14.
- Stefanija Fedjaj – Medico dell'equipaggio; medico psichiatra russo dell'IMBP.

### Sirius 21
La missione di 8 mesi del progetto era inizialmente prevista per il 2020/21 ma a causa della pandemia venne rimandata a data da destinarsi. Il 4 novembre 2021 l'equipaggio iniziò la missione analoga all'interno del NEK. Il 3 luglio 2022 l'equipaggio uscì dalla struttura, concludendo la missione.

#### Equipaggio
- Oleg Blinov – Comandante della missione; ex cosmonauta russo Roscosmos 16[13]
- Ashley Kowalski – Ingegnere di volo;
- Viktoria Kirichenko – Medico dell'equipaggio
- William Brown – Ricercatore
- Saleh Omar Al Ameri – Ricercatore
- Ekaterina Karayakina – Ricercatrice;

## Complesso Sperimentale a Terra

Il Complesso Sperimentale

Le missioni SIRIUS vengono svolte nel NEK (Nazemnyy Eksperimental'nyy Kompleks) dell'IBMP, in Russia. Il NEK è il mockup di un ipotetico habitat spaziale ed è costituito da cinque vani, noti come Unità Esperimentali (EU) ed è lo stesso complesso usato nel 2010 per Mars-500. È costituito da:
Modulo abitativo principale (EU-150)

È l'area principale di soggiorno dell'equipaggio, costituita da una struttura cilindrica di 20 x 3,6 metri, con un volume di 150 m³. È suddiviso in sei comparti: un soggiorno-cucina, un soggiorno, una sala di controllo, una toilette e sei cuccette per l'equipaggio. Nel Modulo è presente la console principale del NEK.
Modulo medico (EU-100)

È il modulo ad uso medico della navicella ed è una struttura cilindrica di 11,9 x 3,2 metri, con volume di 100 m³. Comprende due cuccette e zone di lavoro, una toilette e attrezzature mediche di diagnosi e cura. Viene utilizzata solo in caso di malattia di uno o più membri dell'equipaggio per non contaminare gli altri componenti.
Modulo di stoccaggio (EU-250)

Struttura cilindrica di 24 x 3,9 metri con volume di 250 m³. Comprende una zona refrigerata per la conservazione dei cibi deperibili, una zona di stoccaggio dei cibi non deperibili, stoviglie, vestiti, una serra sperimentale, una zona palestra, toilette e docce.
Simulatore dell'entrata in orbita attorno a Marte (EC-50)

In una missione interplanetaria, svolge il ruolo di modulo di discesa. È un cilindro di 6,3 x 6,17 metri, con volume di 50 m³, capace di ospitare fino a tre persone. Comprende tre cuccette e zone di lavoro, cucina e toilette.
Modulo Simulatore della Superficie Marziana (SMS)

L'SMS ha un volume di 1200 m³ ed è dotata di un simulatore della superficie marziana sulla quale l'equipaggio deve indossare le tute per EVA.